# Olympische Winterspiele 1994/Ski Alpin
Bei den XVII. Olympischen Winterspielen 1994 in Lillehammer fanden zehn Wettbewerbe im Alpinen Skisport statt. Austragungsorte waren die Wintersportgebiete Kvitfjell bei Ringebu und Hafjell bei Øyer.

## Bilanz

### Medaillenspiegel
| Platz | Land               | Gold | Silber | Bronze | Gesamt |
| ----- | ------------------ | ---- | ------ | ------ | ------ |
| 1     | Deutschland        | 3    | 1      | –      | 4      |
| 2     | Vereinigte Staaten | 2    | 2      | –      | 4      |
| 3     | Norwegen           | 1    | 2      | 2      | 5      |
| 4     | Schweiz            | 1    | 2      | 1      | 4      |
| 5     | Italien            | 1    | 1      | 2      | 4      |
| 6     | Österreich         | 1    | 1      | 1      | 3      |
| 7     | Schweden           | 1    | –      | –      | 1      |
| 8     | Russland           | –    | 1      | –      | 1      |
| 9     | Slowenien          | –    | –      | 3      | 3      |
| 10    | Kanada             | –    | –      | 1      | 1      |

### Medaillengewinner
| Konkurrenz   | Gold                 | Silber              | Bronze              |
| ------------ | -------------------- | ------------------- | ------------------- |
| Abfahrt      | Tommy Moe            | Kjetil André Aamodt | Ed Podivinsky       |
| Super-G      | Markus Wasmeier      | Tommy Moe           | Kjetil André Aamodt |
| Riesenslalom | Markus Wasmeier      | Urs Kälin           | Christian Mayer     |
| Slalom       | Thomas Stangassinger | Alberto Tomba       | Jure Košir          |
| Kombination  | Lasse Kjus           | Kjetil André Aamodt | H. C. Strand Nilsen |

| Konkurrenz   | Gold                    | Silber               | Bronze          |
| ------------ | ----------------------- | -------------------- | --------------- |
| Abfahrt      | Katja Seizinger         | Picabo Street        | Isolde Kostner  |
| Super-G      | Diann Roffe-Steinrotter | Swetlana Gladyschewa | Isolde Kostner  |
| Riesenslalom | Deborah Compagnoni      | Martina Ertl         | Vreni Schneider |
| Slalom       | Vreni Schneider         | Elfriede Eder        | Katja Koren     |
| Kombination  | Pernilla Wiberg         | Vreni Schneider      | Alenka Dovžan   |

## Ergebnisse Männer

### Abfahrt
| Platz | Land | Sportler            | Zeit (min) |
| ----- | ---- | ------------------- | ---------- |
| 1     | USA  | Tommy Moe           | 1:45,75    |
| 2     | NOR  | Kjetil André Aamodt | 1:45,79    |
| 3     | CAN  | Ed Podivinsky       | 1:45,87    |
| 4     | AUT  | Patrick Ortlieb     | 1:46,01    |
| 5     | LUX  | Marc Girardelli     | 1:46,09    |
| 6     | FRA  | Nicolas Burtin      | 1:46,22    |
| 6     | AUT  | Hannes Trinkl       | 1:46,22    |
| 8     | FRA  | Luc Alphand         | 1:46,25    |
| 9     | NOR  | Atle Skårdal        | 1:46,29    |
| 10    | NOR  | Jan Einar Thorsen   | 1:46,34    |
|       |      |                     |            |
| 14    | SUI  | Daniel Mahrer       | 1:46,55    |
| 15    | AUT  | Armin Assinger      | 1:46,68    |
| 16    | SUI  | William Besse       | 1:46,76    |
| 19    | AUT  | Günther Mader       | 1:46,87    |
| 23    | SUI  | Franco Cavegn       | 1:47,15    |
| 25    | GER  | Hansjörg Tauscher   | 1:47,30    |
| 29    | LIE  | Jürgen Hasler       | 1:47,62    |
| 33    | LIE  | Achim Vogt          | 1:47,98    |
| 36    | GER  | Markus Wasmeier     | 1:48,53    |
| 39    | LIE  | Markus Foser        | 1:48,93    |
| 40    | LIE  | Marco Büchel        | 1:48,97    |

Datum: 13. Februar, 11:00 Uhr

Ort: Kvitfjell

Start: 1020 m, Ziel: 182 m

Höhendifferenz: 838 m, Streckenlänge: 3035 m

Tore: 39
55 Teilnehmer, davon 50 in der Wertung. Ausgeschieden u. a: Franz Heinzer (SUI), Cary Mullen (CAN).

### Super-G
| Platz | Land | Sportler            | Zeit (min) |
| ----- | ---- | ------------------- | ---------- |
| 1     | GER  | Markus Wasmeier     | 1:32,53    |
| 2     | USA  | Tommy Moe           | 1:32,61    |
| 3     | NOR  | Kjetil André Aamodt | 1:32,93    |
| 4     | LUX  | Marc Girardelli     | 1:33,07    |
| 5     | ITA  | Werner Perathoner   | 1:33,10    |
| 6     | NOR  | Atle Skårdal        | 1:33,31    |
| 7     | NOR  | Jan Einar Thorsen   | 1:33,37    |
| 8     | FRA  | Luc Alphand         | 1:33,39    |
| 9     | AUT  | Günther Mader       | 1:33,50    |
| 10    | SUI  | Marco Hangl         | 1:33,75    |
| 11    | AUT  | Armin Assinger      | 1:33,84    |
|       |      |                     |            |
| 14    | SUI  | Paul Accola         | 1:34,37    |
| 20    | AUT  | Hans Knauß          | 1:34,65    |
| 21    | GER  | Hansjörg Tauscher   | 1:34,71    |
| 27    | LIE  | Daniel Vogt         | 1:35,08    |
| 32    | LIE  | Marco Büchel        | 1:35,78    |

Datum: 17. Februar, 11:00 Uhr

Ort: Kvitfjell

Start: 823 m, Ziel: 182 m

Höhendifferenz: 641 m, Streckenlänge: 2574 m

Tore: 41
69 Teilnehmer, davon 48 in der Wertung. Ausgeschieden u. a.: Tobias Barnerssoi (GER), William Besse (SUI), Alessandro Fattori (ITA), Jürgen Hasler (LIE), AJ Kitt (USA), Daniel Mahrer (SUI), Ed Podivinsky (CAN), Kyle Rasmussen (USA), Hannes Trinkl (AUT), Achim Vogt (LIE).

### Riesenslalom
| Platz | Land | Sportler             | Zeit (min) |
| ----- | ---- | -------------------- | ---------- |
| 1     | GER  | Markus Wasmeier      | 2:52,46    |
| 2     | SUI  | Urs Kälin            | 2:52,48    |
| 3     | AUT  | Christian Mayer      | 2:52,58    |
| 4     | NOR  | Jan Einar Thorsen    | 2:52,71    |
| 5     | AUT  | Rainer Salzgeber     | 2:52,87    |
| 6     | ITA  | Norman Bergamelli    | 2:53,12    |
| 7     | NOR  | Lasse Kjus           | 2:53,23    |
| 8     | AUT  | Bernhard Gstrein     | 2:53,35    |
| 9     | USA  | Jeremy Nobis         | 2:53,60    |
| 10    | ITA  | Gerhard Königsrainer | 2:53,61    |
| 11    | AUT  | Günther Mader        | 2:53,66    |
|       |      |                      |            |
| 15    | GER  | Tobias Barnerssoi    | 2:54,49    |
| 19    | SUI  | Paul Accola          | 2:54,96    |
| 21    | LIE  | Achim Vogt           | 2:56,38    |

Datum: 23. Februar, 9:30 Uhr (1. Lauf), 13:00 Uhr (2. Lauf)

Ort: Hafjell

Start: 725 m, Ziel: 258 m

Höhendifferenz: 467 m, Streckenlänge: 1720 m

Tore: 65 (1. Lauf), 64 (2. Lauf)
Markus Wasmeier gewann – nach Gold beim WM-Riesenslalom Bormio 1985 – erneut eine Goldmedaille für den DSV, ohne je zuvor oder danach in dieser Disziplin einen Weltcup-Riesenslalom gewonnen zu haben. Rainer Salzgeber kam mit Laufbestzeit im zweiten Durchgang noch von Rang zwölf auf Rang fünf.
61 Teilnehmer, davon 34 in der Wertung. Ausgeschieden u. a.: Marco Büchel (LIE), Marc Girardelli (LUX), Ole Kristian Furuseth (NOR), Patrik Järbyn (SWE), Steve Locher (SUI), Alberto Tomba (ITA), Daniel Vogt (LIE), Michael von Grünigen (SUI).

### Slalom
| Platz | Land | Sportler             | Zeit (min) |
| ----- | ---- | -------------------- | ---------- |
| 1     | AUT  | Thomas Stangassinger | 2:02,02    |
| 2     | ITA  | Alberto Tomba        | 2:02,17    |
| 3     | SLO  | Jure Košir           | 2:02,53    |
| 4     | SLO  | Mitja Kunc           | 2:02,62    |
| 5     | SWE  | Thomas Fogdö         | 2:03,05    |
| 6     | NOR  | Finn Christian Jagge | 2:03,19    |
| 7     | USA  | Casey Puckett        | 2:03,47    |
| 8     | ITA  | Angelo Weiss         | 2:03,72    |
| 9     | SUI  | Patrick Staub        | 2:04,19    |
| 10    | SLO  | Andrej Miklavc       | 2:04,35    |
| 11    | SUI  | Andrea Zinsli        | 2:04,94    |
|       |      |                      |            |
| 15    | SUI  | Michael von Grünigen | 2:05,88    |
| 17    | SUI  | Paul Accola          | 2:07,56    |

Datum: 27. Februar, 9:30 Uhr (1. Lauf), 13:00 Uhr (2. Lauf)

Ort: Hafjell

Start: 485 m, Ziel: 258 m

Höhendifferenz: 227 m, Streckenlänge: 685 m

Tore: 74 (1. Lauf), 68 (2. Lauf)
Stangassinger führte nach dem ersten Lauf mit 0,80 s vor Aamodt, 0,84 s vor Roth und 1,03 s vor Sykora, die alle im zweiten Lauf scheiterten. So ging er mit 1,84 s Vorsprung auf Alberto Tomba, der – von Rang zwölf kommend – in Führung lag, in die Entscheidung und vermochte mit der siebtbesten Laufzeit seine Führung zu verwalten. Košir fuhr von Rang acht zu Bronze.
57 Teilnehmer, davon 22 in der Wertung. Ausgeschieden u. a.: Kjetil André Aamodt (NOR), Sébastien Amiez (FRA), Armin Bittner (GER), Marc Girardelli (LUX), Bernhard Gstrein (AUT), Ole Kristian Furuseth (NOR), Lasse Kjus (NOR), Günther Mader (AUT), Tetsuya Okabe (JPN), Peter Roth (GER), Erik Schlopy (USA), Thomas Sykora (AUT)

### Kombination
| Platz | Land | Sportler            | Zeit A (min)  | Zeit S (min)  | Gesamtzeit |
| ----- | ---- | ------------------- | ------------- | ------------- | ---------- |
| 1     | NOR  | Lasse Kjus          | 1:36,95 (1.)  | 1:40,58 (7.)  | 3:17,53    |
| 2     | NOR  | Kjetil André Aamodt | 1:37,49 (6.)  | 1:41,06 (9.)  | 3:18,55    |
| 3     | NOR  | H. C. Strand Nilsen | 1:39,05 (21.) | 1:40,09 (4.)  | 3:19,14    |
| 4     | AUT  | Günther Mader       | 1:38,46 (13.) | 1:40,77 (8.)  | 3:19,23    |
| 5     | USA  | Tommy Moe           | 1:37,14 (3.)  | 1:42,27 (15.) | 3:19,41    |
| 6     | SUI  | Paul Accola         | 1:39,41 (24.) | 1:40,03 (3.)  | 3:19,44    |
| 7     | SLO  | Mitja Kunc          | 1:40,01 (27.) | 1:39,54 (2.)  | 3:19,50    |
| 8     | SWE  | Fredrik Nyberg      | 1:38,40 (11.) | 1:41,90 (13.) | 3:20,30    |
| 9     | LUX  | Marc Girardelli     | 1:37,61 (7.)  | 1:42,86 (17.) | 3:20,47    |
| 10    | SLO  | Jure Košir          | 1:42,17 (41.) | 1:38,41 (1.)  | 3:20,58    |
|       |      |                     |               |               |            |
| 12    | SUI  | Steve Locher        | 1:39,34 (23.) | 1:41,87 (12.) | 3:21,21    |
| 14    | GER  | Tobias Barnerssoi   | 1:40,56 (33.) | 1:41,39 (14.) | 3:22,49    |
| 24    | LIE  | Achim Vogt          | 1:38,54 (14.) | 1:47,70 (28.) | 3:26,23    |
| 33    | LIE  | Marco Büchel        | 1:40,82 (34.) | 2:07,03 (33.) | 3:47,85    |

Datum: 14. Februar, 11:00 Uhr (Abfahrt)
25. Februar, 9:30 Uhr / 13:00 Uhr (Slalom)
Abfahrtsstrecke: Kvitfjell

Start: 952 m, Ziel: 182 m

Höhendifferenz: 770 m, Streckenlänge: 2829 m

Tore: 36
Slalomstrecke: Hafjell

Start: 453 m, Ziel: 258 m

Höhendifferenz: 195 m

Tore: 61 (1. Lauf), 56 (2. Lauf)
56 Teilnehmer, davon 33 in der Wertung. Ausgeschieden u. a.: Jean-Luc Crétier (FRA), Alessandro Fattori (ITA), Patrik Järbyn (SWE), Kiminobu Kimura (JPN), Hans Knauß (AUT), Christian Mayer (AUT), Ed Podivinsky (CAN), Markus Wasmeier (GER).

## Ergebnisse Frauen

### Abfahrt
| Platz | Land | Sportlerin          | Zeit (min) |
| ----- | ---- | ------------------- | ---------- |
| 1     | GER  | Katja Seizinger     | 1:35,93    |
| 2     | USA  | Picabo Street       | 1:36,59    |
| 3     | ITA  | Isolde Kostner      | 1:36,85    |
| 4     | GER  | Martina Ertl        | 1:37,10    |
| 5     | CAN  | Kate Pace           | 1:37,17    |
| 6     | FRA  | Mélanie Suchet      | 1:37,34    |
| 7     | USA  | Hilary Lindh        | 1:37,44    |
| 8     | RUS  | Warwara Selenskaja  | 1:37,48    |
| 9     | SWE  | Pernilla Wiberg     | 1:37,61    |
| 10    | SLO  | Katja Koren         | 1:37,69    |
|       |      |                     |            |
| 12    | GER  | Miriam Vogt         | 1:37,86    |
| 14    | AUT  | Veronika Stallmaier | 1:37,94    |
| 18    | GER  | Katharina Gutensohn | 1:38,14    |
| 22    | SUI  | Heidi Zurbriggen    | 1:38,46    |
| 28    | SUI  | Heidi Zeller-Bähler | 1:38,78    |
| 31    | AUT  | Anja Haas           | 1:38,98    |
| 33    | SUI  | Vreni Schneider     | 1:39,35    |

Datum: 19. Februar, 11:00 Uhr

Ort: Kvitfjell

Start: 890 m, Ziel: 182 m

Höhendifferenz: 708 m, Streckenlänge: 2641 m

Tore: 37
48 Teilnehmerinnen, davon 44 in der Wertung. Ausgeschieden u. a.: Renate Götschl (AUT), Ingrid Stöckl (AUT).

### Super-G
| Platz | Land | Sportlerin              | Zeit (min) |
| ----- | ---- | ----------------------- | ---------- |
| 1     | USA  | Diann Roffe-Steinrotter | 1:22,15    |
| 2     | RUS  | Swetlana Gladyschewa    | 1:22,44    |
| 3     | ITA  | Isolde Kostner          | 1:22,45    |
| 4     | SWE  | Pernilla Wiberg         | 1:22,67    |
| 5     | ITA  | Morena Gallizio         | 1:22,73    |
| 6     | GER  | Katharina Gutensohn     | 1:22,84    |
| 7     | SLO  | Katja Koren             | 1:22,96    |
| 8     | CAN  | Kerrin Lee-Gartner      | 1:22,98    |
| 9     | AUT  | Anita Wachter           | 1:23,01    |
| 10    | USA  | Shannon Nobis           | 1:23,02    |
|       |      |                         |            |
| 15    | AUT  | Sylvia Eder             | 1:23,51    |
| 16    | SUI  | Heidi Zeller-Bähler     | 1:23,53    |
| 18    | GER  | Hilde Gerg              | 1:23,63    |
| 22    | AUT  | Veronika Stallmaier     | 1:23,83    |
| 30    | AUT  | Stefanie Schuster       | 1:24,76    |
| 31    | GER  | Michaela Gerg           | 1:25,19    |

Datum: 15. Februar, 11:00 Uhr

Ort: Kvitfjell

Start: 709 m, Ziel: 182 m

Höhendifferenz: 527 m, Streckenlänge: 2035 m

Tore: 34
55 Teilnehmerinnen, davon 46 in der Wertung. Ausgeschieden u. a.: Chantal Bournissen (SUI), Alenka Dovžan (SLO), Birgit Heeb (LIE), Špela Pretnar (SLO), Katja Seizinger (GER), Heidi Zurbriggen (SUI).

### Riesenslalom
| Platz | Land | Sportlerin           | Zeit (min) |
| ----- | ---- | -------------------- | ---------- |
| 1     | ITA  | Deborah Compagnoni   | 2:30,97    |
| 2     | GER  | Martina Ertl         | 2:32,19    |
| 3     | SUI  | Vreni Schneider      | 2:32,97    |
| 4     | AUT  | Anita Wachter        | 2:33,06    |
| 5     | FRA  | Carole Merle         | 2:33,44    |
| 6     | USA  | Eva Twardokens       | 2:34,41    |
| 7     | ITA  | Lara Magoni          | 2:34,67    |
| 8     | NOR  | Marianne Kjørstad    | 2:34,79    |
| 9     | SUI  | Heidi Zeller-Bähler  | 2:35,14    |
| 10    | GER  | Christina Meier-Höck | 2:35,22    |
| 11    | LIE  | Birgit Heeb          | 2:36,09    |
|       |      |                      |            |
| 14    | AUT  | Sylvia Eder          | 2:36,48    |
| 16    | SUI  | Karin Roten          | 2:36,55    |

Datum: 24. Februar, 10:00 Uhr (1. Lauf), 13:00 Uhr (2. Lauf)

Ort: Hafjell

Start: 645 m, Ziel: 258 m

Höhendifferenz: 387 m, Streckenlänge: 1370 m

Tore: 53 (1. Lauf), 52 (2. Lauf)
Compagnoni fuhr in beiden Durchgängen Bestzeit. Martina Ertl (schon im Vorjahr WM-Bronze in Morioka) verbesserte sich von Rang fünf auf den Silberrang. Hilde Gerg, die auf Rang zwei gefahren war (0,63 s Rückstand auf Compagnoni), schied im zweiten Lauf aus.
47 Teilnehmerinnen, davon 24 in der Wertung. Ausgeschieden u. a.: Alenka Dovžan (SLO), Hilde Gerg (GER), Katja Koren (SLO), Alexandra Meissnitzer (AUT), Ylva Nowén (SWE), Corinne Rey-Bellet (SUI), Diann Roffe-Steinrotter (USA), Katja Seizinger (GER), Mélanie Turgeon (CAN), Pernilla Wiberg (SWE).

### Slalom
| Platz | Land | Sportlerin             | Zeit (min) |
| ----- | ---- | ---------------------- | ---------- |
| 1     | SUI  | Vreni Schneider        | 1:56,01    |
| 2     | AUT  | Elfi Eder              | 1:56,35    |
| 3     | SLO  | Katja Koren            | 1:56,61    |
| 4     | SWE  | Pernilla Wiberg        | 1:56,68    |
| 5     | SUI  | Gabriela Zingre-Graf   | 1:57,80    |
| 6     | SUI  | Christine von Grünigen | 1:57,86    |
| 7     | ITA  | Roberta Serra          | 1:57,88    |
| 8     | SLO  | Urška Hrovat           | 1:58,07    |
| 9     | ITA  | Morena Gallizio        | 1:58,19    |
| 10    | ITA  | Deborah Compagnoni     | 1:58,26    |
|       |      |                        |            |
| 12    | AUT  | Monika Maierhofer      | 1:58,74    |
| 14    | GER  | Martina Ertl           | 1:59,65    |
| 17    | SUI  | Martina Accola         | 2:00,03    |

Datum: 26. Februar, 9:30 Uhr (1. Lauf), 13:00 Uhr (2. Lauf)

Ort: Hafjell

Start: 453 m, Ziel: 258 m

Höhendifferenz: 195 m, Streckenlänge: 611 m

Tore: 67 (1. Lauf), 68 (2. Lauf)
Vreni Schneider wiederholte ihre olympische Slalom-Goldmedaille von 1988. Bisher war im alpinen Skisport in derselben Disziplin noch nie eine Wiederholung einer Goldmedaille gelungen. Nach dem ersten Lauf hatte allerdings die Slowenin Koren, die als krasse Außenseiterin galt (Startnummer 33), geführt, während Schneider nur auf Rang 5 gelegen war.
55 Teilnehmerinnen, davon 28 in der Wertung. Ausgeschieden u. a.: Trine Bakke (NOR), Patricia Chauvet (FRA), Annelise Coberger (NZL), Alenka Dovžan (SLO), Hilde Gerg (GER), Marianne Kjørstad (NOR), Florence Masnada (FRA), Edda Mutter (GER), Julie Parisien (USA), Claudia Riegler (NZL), María José Rienda (ESP), Mélanie Turgeon (CAN), Eva Twardokens (USA), Miriam Vogt (GER), Anita Wachter (AUT).

### Kombination
| Platz | Land | Sportler         | Zeit A (min)  | Zeit S (min)  | Gesamtzeit |
| ----- | ---- | ---------------- | ------------- | ------------- | ---------- |
| 1     | SWE  | Pernilla Wiberg  | 1:28,70 (5.)  | 1:36,46 (2.)  | 3:05,16    |
| 2     | SUI  | Vreni Schneider  | 1:28,91 (7.)  | 1:36,38 (1.)  | 3:05,29    |
| 3     | SLO  | Alenka Dovžan    | 1:28,67 (4.)  | 1:37,97 (3.)  | 3:06,64    |
| 4     | ITA  | Morena Gallizio  | 1:28,71 (6.)  | 1:38,00 (4.)  | 3:06,71    |
| 5     | GER  | Martina Ertl     | 1:29,38 (13.) | 1:39,40 (6.)  | 3:08,78    |
| 6     | SLO  | Katja Koren      | 1:30,59 (25.) | 1:39,00 (5.)  | 3:09,59    |
| 7     | FRA  | Florence Masnada | 1:29,11 (10.) | 1:40,91 (10.) | 3:10,02    |
| 8     | GER  | Hilde Gerg       | 1:29,02 (9.)  | 1:41,08 (11.) | 3:10,10    |
| 9     | GER  | Miriam Vogt      | 1:29,61 (15.) | 1:40,53 (9.)  | 3:10,14    |
| 10    | USA  | Picabo Street    | 1:28,19 (2.)  | 1:41,96 (14.) | 3:10,15    |

Datum: 20. Februar, 11:00 Uhr (Abfahrt)
21. Februar, 9:30 Uhr / 13:00 Uhr (Slalom)
Abfahrtsstrecke: Kvitfjell

Start: 823 m, Ziel: 182 m

Höhendifferenz: 641 m, Streckenlänge: 2418 m
Slalomstrecke: Hafjell

Start: 424 m, Ziel: 258 m

Höhendifferenz: 166 m

Tore: 59 (2. Lauf)
Dovžan gewann somit die erste alpine Olympiamedaille für Slowenien. 41 Teilnehmerinnen, davon 25 in der Wertung. Ausgeschieden u. a.: Swetlana Gladyschewa (RUS), Anja Haas (AUT), Isolde Kostner (ITA), Julie Parisien (USA), Špela Pretnar (SLO), Katja Seizinger (GER), Warwara Selenskaja (RUS), Zali Steggall (AUS), Ingrid Stöckl (AUT).